# Ray Miller (zanger)
Ray Miller, artiestennaam van Rainer Müller (Berlijn, 10 februari 1941) is een Duits zanger van schlagermuziek en dj.

## Biografie
Vanaf 1964 was hij dj in een discotheek in Berlijn en in de loop van de jaren draaide hij in heel Duitsland. Tussen 1969 en 1971 bracht hij verschillende singles uit die in de Duitse hitlijst terecht kwamen. Enkele daarvan waren geschreven door Jack de Nijs (later beter bekend als Jack Jersey), zoals Antoinette, Gina, Sophia Loren en Engelchen. Hij vertaalde ze soms ook zelf en gebruikte daarvoor het pseudoniem Reiner Weingeist. 
Hij bracht ook nog de single Viele Köche verderben den Brei uit met de Nederlandse zangeres Bonnie St. Claire. Deze bereikte de hitlijsten echter niet.

## Discografie
Albums
- ?: Ray Miller
- 1970: Millers muntere Mädchen
- 1972: Mr. ladykiller

Singles
Verschillende singles bereikten de Duitse hitlijst:
| Jaar | single           | piek | weken | opmerkingen |
| ---- | ---------------- | ---- | ----- | ----------- |
| 1969 | Antoinette       | 28   | 6     |             |
| 1969 | Gina             | 27   | 6     |             |
| 1970 | Caroline         | 11   | 12    |             |
| 1970 | Antonella        | 40   | 2     |             |
| 1970 | Sophia Loren     | 30   | 4     |             |
| 1971 | Engelchen        | 39   | 4     |             |
| 1971 | O la la Brigitt' | 41   | 2     |             |